# Cameo Records
Cameo Records este o casă de discuri americană fondată în anul 1922.